# Rudolf Gramlich
Rudolf Gramlich, surnommé Rudi (né le 6 juin 1908 à Francfort-sur-le-Main en Allemagne et mort le 14 mars 1988) était un footballeur international allemand, qui jouait en tant que milieu de terrain.

## Biographie
En club, il n'a connu qu'un seul club, celui de sa ville natale, l'Eintracht Francfort. Il y joue une première fois entre 1929 et 1939, disputant 200 matchs et marquant 16 buts, puis une seconde fois entre 1943 et 1944.
De 1939 à 1942, puis de 1955 à 1970, il est le président du club.
Avec l'équipe d'Allemagne, il finit 3e à la coupe du monde 1934 en Italie, et est le capitaine pendant les Jeux olympiques de 1936.